# Kurt Asche
Kurt Heinrich Asche (* 11. Oktober 1909 in Hamburg; † 16. April 1997 ebenda) war ein deutscher SS-Obersturmführer und „Judenreferent“ im von deutschen Truppen besetzten Belgien. Von 1942 bis 1944 verantwortete er die Deportation von 25.000 Juden und Sinti nach Auschwitz.

## Leben

### „Judenreferent“
Kurt Asche wurde in Hamburg als Sohn eines Tischlermeisters geboren. Nach dem Abschluss der Volksschule besuchte er zwei Jahre lang die Handelsschule und absolvierte eine dreijährige Drogistenlehre samt Giftprüfung. 1931 trat er in die SA und zum 1. Dezember desselben Jahres in die NSDAP ein (Mitgliedsnummer 857.136). Ab April 1935 war er beim Sicherheitsdienst (SD) der Partei zunächst als Wachmann, später als Schreibkraft angestellt (SS-Nummer 267.365). Nach Kriegsbeginn gehörte er von 1939 bis 1940 im besetzten Lublin der dortigen SD-Dienststelle an. Dort war er im Judenreferat tätig. Wie er später bei seinem Prozess im Landgericht Kiel erklärte, seien ihm die Massenerschießungen durch Einsatzgruppen der Sicherheitspolizei und des SD nur „vom Hörensagen bekannt“ gewesen. Im November 1941 wurde er von seinem Kollegen Theodor Dannecker, inzwischen Judenreferent in Paris, in Brüssel eingeführt. Unter dem dortigen BdS wurde er zunächst dem Judenreferenten Humpert unterstellt. Wenige Monate später übernahm Kurt Asche selbst die Leitung des „Judenreferats“ bis zu seiner zwangsweisen Versetzung im Oktober 1943.
In Brüssel organisierte Asche die Deportationen nach Auschwitz. Dazu hielt er engen Kontakt zu Adolf Eichmann, dem Leiter des Eichmannreferats im Reichssicherheitshauptamt (RSHA) in Berlin, der die gesamte „Endlösung der Judenfrage“ organisierte. Er stand dazu in Verbindung mit der 1941 auf Verfügung der deutschen Besatzungsmacht gegründeten „Judenvereinigung“ AJB (Association des Juifs en Belgique). Über diese Organisation wurde der Holocaust abgewickelt. Asche ließ „Juden-Karteien“ anfertigen, zur Erfassung für sogenannte Arbeitseinsatzbefehle, die aber den sicheren Tod in Auschwitz bedeuteten. Von den 25.000 Opfern überlebten nur knapp 500. Asche leitete Verhaftungsaktionen gegen untergetauchte Juden, war anwesend beim Abgang der Transporte aus dem Sammellager Mechelen nach Auschwitz und kontrollierte die Einhaltung von „Juden-Verordnungen“. Zeugen beschrieben ihn später als „Teufel auf Erden, der über Leben und Tod entschied“. Asche bereicherte sich persönlich am Vermögen belgischer Juden. Deshalb wurde er zur Außenstelle nach Gent strafversetzt. Am 9. Mai 1944 verurteilte ihn ein SS- und Polizeigericht in Brüssel wegen dieser Vergehen zu einer Gefängnisstrafe von einem Jahr und vier Monaten.

### Leben nach Kriegsende
Nach Kriegsende tauchte Kurt Asche sofort unter und legte sich bis Mitte der 1950er-Jahre den Tarnnamen Kurt Klein zu. Bis 1962 konnte der ehemalige Judenreferent unbehelligt in der Bundesrepublik leben, dann konnte die Ludwigsburger Zentralstelle für die Aufklärung von NS-Verbrechen seine Identität ermitteln und klären. Trotzdem nahm die schleswig-holsteinische Justiz weder Ermittlungsverfahren gegen Asche und seinen direkten Vorgesetzten Ernst Ehlers auf, noch gegen dessen Amtsnachfolger Constantin Canaris, einen Neffen des ehemaligen Abwehrchefs Canaris, und Karl Fielitz, Leiter der Außenstelle Antwerpen, weil Ernst Ehlers inzwischen Verwaltungsrichter beim Verwaltungsgericht in Schleswig geworden war und viele ehemalige NS-Anhänger in der schleswig-holsteinischen Landesverwaltung, namentlich in der Justiz, untergekommen waren. Stattdessen wurde das Verfahren jahrzehntelang verschleppt. Auch das Verfahren gegen Heinz Hummitzsch, den Brüsseler Befehlshaber der Sicherheitspolizei und des SD, wurde solange verschleppt, bis dieser im August 1975 verstarb.

### Prozess
Erst nach intensiven Nachforschungen des Pariser Rechtsanwalts Serge Klarsfeld und seiner Frau Beate kam es im Februar 1975 zu einer Anklage der Kieler Staatsanwaltschaft gegen Ehlers, Canaris, Asche und Fielitz beim Schwurgericht Flensburg. Am 27. Februar 1975 lehnte die 1. Große Strafkammer des Landgerichts Flensburg die Eröffnung der Hauptverhandlung mit der Begründung ab, den Angeklagten werde nicht nachzuweisen sein, von der organisierten Tötung der deportierten Juden gewusst zu haben; eine Verurteilung erscheine daher unwahrscheinlich. Die Flensburger Richter sahen lediglich bei Ehlers und Asche einen „nicht unerheblichen Verdacht“. Und auch Canaris und Fielitz seien „durch eine Reihe von Umständen belastet“, letzterer durch solche „geringeren Gewichts“. Im Mai desselben Jahres besetzten jüdische Demonstranten aus Belgien, begleitet von einem Brüsseler Fernsehteam und Beate Klarsfeld die Wohnung von Ernst Ehlers in Schleswig. Aus dem Fenster hängten sie ein Spruchband mit der Forderung: „Verurteilt so schnell wie möglich den NS-Verbrecher Ehlers, verantwortlich für den Tod von 25.000 Juden aus Belgien“.
Auf eine Beschwerde der Staatsanwaltschaft hob der I. Strafsenat des Oberlandesgerichts Schleswig am 1. März 1977 den Beschluss des Landgerichts auf und verwies das Verfahren zur Hauptverhandlung an das Landgericht Kiel. Gegen den Verweisungsbeschluss erhob Asche Verfassungsbeschwerde mit der Begründung, er werde seinem gesetzlichen Richter entzogen. Das Bundesverfassungsgericht lehnte die Annahme der Beschwerde am 23. November 1979 ab.
Die Hauptverhandlung im sogenannten Asche-Prozess begann am 26. November 1980 vor dem Kieler Schwurgericht. Die Verhandlung konnte nicht mehr gegen Ernst Ehlers geführt werden, weil dieser sich kurz vor Prozessbeginn am 4. Oktober 1980 das Leben genommen hatte.
Am 8. Juli 1981 erging das Urteil gegen Kurt Asche: Sieben Jahre Freiheitsstrafe wegen Beihilfe zum Mord an mindestens 10.000 Juden. Im Urteil wurde angeführt, er sei, wie viele andere auch, willfähriger Gehilfe eines verbrecherischen Systems und seiner Führer gewesen, deren Vorstellungen und Pläne er unterstützte. Kurt Asche trat seine Strafe am 25. Januar 1983 in der Justizvollzugsanstalt Fuhlsbüttel an, nachdem seine Vollzugsfähigkeit festgestellt worden war. Am 24. September 1987 wurde er aus der Haft entlassen. Nach der Haftentlassung wohnte Asche in Hamburg-Eimsbüttel.